# Đội tuyển bóng đá quốc gia Seychelles
Đội tuyển bóng đá quốc gia Seychelles là đội tuyển cấp quốc gia của Seychelles do Liên đoàn bóng đá Seychelles quản lý.

## Thành tích tại giải vô địch thế giới
- 1930 đến 1998 - Không tham dự
- 2002 đến 2022 - Không vượt qua vòng loại

## Cúp bóng đá châu Phi
- 1957 đến 1988 - Không tham dự
- 1990 - Không vượt qua vòng loại
- 1992 - Bỏ cuộc
- 1994 - Không tham dự
- 1996 - Bỏ cuộc
- 1998 - Không vượt qua vòng loại
- 2000 đến 2002 - Không tham dự
- 2004 đến 2010 - Không vượt qua vòng loại
- 2012 - Không tham dự
- 2013 - Không vượt qua vòng loại
- 2015 - Bỏ cuộc vì dịch bệnh virus Ebola
- 2017 đến 2023 - Không vượt qua vòng loại

## Đội hình
Đây là đội hình sau khi hoàn thành vòng loại cúp bóng đá châu Phi 2023.

| Số | VT | Cầu thủ                   | Ngày sinh (tuổi)  | Trận | Bàn | Câu lạc bộ              |
| -- | -- | ------------------------- | ----------------- | ---- | --- | ----------------------- |
|    | TM | Alvin Michel              | 5 tháng 1, 1990   | 18   | 0   | St Michel United        |
|    | TM | Jerome Dingwall           | 16 tháng 1, 1989  | 9    | 0   | Red Star Defence Forces |
|    | TM | Romeo Padayachy           | 18 tháng 2, 1993  | 0    | 0   | Light Stars             |
|    |    |                           |                   |      |     |                         |
|    | HV | Benoit Marie (đội trưởng) | 26 tháng 12, 1992 | 58   | 0   | Côte d'Or               |
|    | HV | Warren Mellie             | 1 tháng 10, 1994  | 28   | 2   | Foresters Mont Fleuri   |
|    | HV | Don Fanchette             | 3 tháng 12, 1997  | 20   | 0   | La Passe                |
|    | HV | Juninho Mathiot           | 9 tháng 2, 2000   | 18   | 0   | Saint Louis Suns United |
|    | HV | Julio Brown               | 30 tháng 8, 1996  | 7    | 0   | St Michel United        |
|    | HV | Stan Esther               | 12 tháng 2, 2001  | 7    | 0   | Red Star                |
|    | HV | Colyn Francourt           | 17 tháng 4, 1998  | 7    | 0   | Foresters Mont Fleuri   |
|    | HV | Helton Monnaie            | 15 tháng 5, 1997  | 7    | 0   | La Passe                |
|    | HV | Elie Sopha                | 3 tháng 11, 2004  | 3    | 0   | Unattached              |
|    | HV | Ricko Julius              | 13 tháng 1, 1996  | 2    | 0   | Light Stars             |
|    |    |                           |                   |      |     |                         |
|    | TV | Kenner Nourrice           | 10 tháng 6, 1995  | 12   | 0   | St Michel United        |
|    | TV | Dean Balette              | 9 tháng 6, 1995   | 7    | 0   | St John Bosco           |
|    | TV | Imra Raheriniaina         | 19 tháng 11, 2004 | 2    | 0   | Unattached              |
|    |    |                           |                   |      |     |                         |
|    | TĐ | Brandon Labrosse          | 11 tháng 3, 1999  | 15   | 1   | Foresters Mont Fleuri   |
|    | TĐ | Dean Mothé                | 1 tháng 8, 2000   | 15   | 0   | Saint Louis Suns United |
|    | TĐ | Josip Ravignia            | 19 tháng 1, 2001  | 13   | 0   | Real Maldives           |
|    | TĐ | Hubert Jean               | 26 tháng 7, 1996  | 12   | 1   | Saint Louis Suns United |
|    | TĐ | Ryan Henriette            | 23 tháng 1, 2001  | 9    | 1   | Foresters Mont Fleuri   |
|    | TĐ | Thierry Camille           | 11 tháng 12, 2001 | 1    | 0   | St John Bosco           |

### Từng được triệu tập
| Vt | Cầu thủ           | Ngày sinh (tuổi)  | Số trận | Bt | Câu lạc bộ              | Lần cuối triệu tập                      |
| --- | ----------------- | ----------------- | ------- | -- | ----------------------- | --------------------------------------- |
| TM | Ian Ah-Kong       | 2 tháng 11, 1995  | 15      | 0  | La Passe                | v. Sri Lanka; ngày 19 tháng 11 năm 2021 |
| |                   |                   |         |    |                         |                                         |
| HV | Gervais Waye-Hive | 11 tháng 6, 1988  | 45      | 6  | Saint Louis Suns United | v. Sri Lanka; ngày 19 tháng 11 năm 2021 |
| HV | Sam Hallock       | 10 tháng 10, 2001 | 3       | 0  | St Michel United        | v. Sri Lanka; ngày 19 tháng 11 năm 2021 |
| HV | Danny Madeleine   | 17 tháng 11, 1996 | 1       | 0  | Saint Louis Suns United | v. Sri Lanka; ngày 19 tháng 11 năm 2021 |
| |                   |                   |         |    |                         |                                         |
| TV | Rundolf Elizabeth | 29 tháng 10, 1995 | 8       | 0  | St John Bosco           | v. Sri Lanka; ngày 19 tháng 11 năm 2021 |
| |                   |                   |         |    |                         |                                         |
| TĐ | Elijah Tamboo     | 22 tháng 10, 1993 | 17      | 2  | Saint Louis Suns United | v. Sri Lanka; ngày 19 tháng 11 năm 2021 |
| INJ Withdrew due to injury PRE Preliminary/Standby squad RET Retired from the national team SUS Serving suspension WD Withdrew from the squad due to non-injury issue COV Tested positive for COVID-19 |                   |                   |         |    |                         |                                         |